# Lake County (Colorado)
Lake County je okres ve státě Colorado v USA. K roku 2010 zde žilo 7 310 obyvatel. Správním městem okresu je Leadville. Celková rozloha okresu činí 994 km².